# Ljiljana Ljubisic
Ljiljana Ljubisic, detta Lilo (Belgrado, 17 dicembre 1960), è un'ex atleta paralimpica canadese.
Ha fatto parte anche della nazionale canadese di goalball.

## Biografia
Nata in Jugoslavia in una famiglia di atleti, all'età di sedici mesi è diventata ipovedente a causa della reazione allergica a un farmaco. La famiglia in seguito si è trasferita in Canada per assicurare un avvenire e cure migliori per la figlia. Nell'adolescenza è stata scoperta per le sue qualità sportive e ha praticato goalball e atletica leggera, giungendo a gareggiare con la nazionale, dapprima alle Paralimpiadi del 1984 con la squadra di goalball, in seguito come lanciatrice, negli eventi sportivi fino al 2003.
Nella sua carriera da lanciatrice, Ljiljana Ljubisic ha conquistato cinque medaglie paralimpiche, di cui una d'oro e altre medaglie d'oro e argento ai Mondiali di Berlino; ha stabilito dei record tuttora validi e si è ritirata nel 2004. Di recente però è tornata ad allenarsi, sotto la guida della lanciatrice cubana Liudis Massó Beliser, con l'intento di competere alle Paralimpiadi di Tokyo.
È stata presidente del consiglio degli atleti dell'IPC dal 2002 al 2009 e presidente dello stesso Comitato internazionale paralimpico, prima donna a ricoprire questo ruolo. Nel 2011 è entrata a far parte della Canada's Sport Hall of Fame.
Di professione fa la speaker, la giornalista (è in grado di parlare inglese, francese, spagnolo, serbo e croato) e l'oratrice motivazionale. Risiede a Coquitlam, nella Columbia Britannica.

## Palmarès

### Atletica leggera
| Anno | Manifestazione       | Sede       | Evento                  | Risultato | Prestazione | Note |
| ---- | -------------------- | ---------- | ----------------------- | --------- | ----------- | ---- |
| 1988 | Giochi paralimpici   | Seul       | Getto del peso B2       | Bronzo    | 9,33 m      |      |
| 1992 | Giochi paralimpici   | Barcellona | Getto del peso B1       | Argento   | 9,96 m      |      |
| 1992 | Giochi paralimpici   | Barcellona | Lancio del disco B1     | Oro       | 32,98 m     |      |
| 1994 | Mondiali paralimpici | Berlino    | Getto del peso B1       | Argento   |             |      |
| 1994 | Mondiali paralimpici | Berlino    | Lancio del disco B1     | Oro       |             |      |
| 1996 | Giochi paralimpici   | Atlanta    | Getto del peso F10-11   | Bronzo    | 10,99 m     |      |
| 1996 | Giochi paralimpici   | Atlanta    | Lancio del disco T10-11 | Bronzo    | 37,20 m     |      |
| 2000 | Giochi paralimpici   | Sydney     | Lancio del disco T12    | 4ª        | 35,04 m     |      |
| 2002 | Mondiali paralimpici | Lilla      | Lancio del disco F12    | 6ª        |             |      |

### Goalball
- Argento ai Giochi paralimpici di New York-Stoke Mandeville - 1984[6][2]